# Orville (Orne)
Orville település Franciaországban, Orne megyében. Lakosainak száma 105 fő (2018. január 1.). Orville Ticheville, Neuville-sur-Touques, Le Bosc-Renoult és Roiville községekkel határos.

## Népesség
A település népességének változása:
| Lakosok száma | 153  | 129  | 108  | 102  | 86   | 103  | 94   | 93   | 106  | 105  |
|               | 1962 | 1968 | 1975 | 1982 | 1990 | 2008 | 2013 | 2015 | 2017 | 2018 |